# Albstadt-Frauen-Etappenrennen
L' Albstadt-Frauen-Etappenrennen és una competició ciclista femenina per etapes que es disputa als voltants del municipi d'Albstadt (Baden-Württemberg), a Alemanya. De 2007 a 2009 va formar part del calendari de l'UCI. A partir del 2016 està reservada a ciclistes de categoria júnior i forma part del calendari de la Copa de les Nacions UCI júnior femenina.

## Palmarès
| Any     | Vencedora         | Segona                  | Tercera           |
| ------- | ----------------- | ----------------------- | ----------------- |
| Elits   |                   |                         |                   |
| 2000    | Kerstin Scheitle  | Jacinta Coleman         | Regina Schleicher |
| 2001    | Tanja Hennes      | Jenny Algelid-Bengtsson | Alexandra Nöhles  |
| 2002    | Tina Liebig       | Tanja Hennes            | Claudia Stumpf    |
| 2003    | Irene Hofstetter  | Hanka Kupfernagel       | Priska Doppmann   |
| 2004    | Monika Furrer     | Liane Bahler            | Andrea Graus      |
| 2005    | Nicole Brändli    | Noemi Cantele           | Claudia Stumpf    |
| 2006    | Trixi Worrack     | Tina Liebig             | Birgit Söllner    |
| 2007    | Trixi Worrack     | Andrea Graus            | Nicole Brändli    |
| 2008    | Trixi Worrack     | Charlotte Becker        | Angela Hennig     |
| 2009    | Charlotte Becker  | Lisa Brennauer          | Jennie Stenerhag  |
| 2010    | Hanka Kupfernagel | Stephanie Pohl          | Esther Fennel     |
| 2011    | Hanka Kupfernagel | Birgit Söllner          | Stephanie Pohl    |
| 2012    | Hanka Kupfernagel | Hanna Amend             | Esther Fennel     |
| 2013    | Hanka Kupfernagel | Esther Fennel           | Beate Zanner      |
| 2014    | Reta Trotmann     | Lucy Coldwell           | Ines Klok         |
| 2015    | Hanka Kupfernagel | Clara Koppenburg        | Beate Zanner      |
| Júniors |                   |                         |                   |
| 2016    | Juliette Labous   | Karlijn Swinkels        | Susanne Andersen  |